# 格拉尼斯
格拉尼斯（英語：Glanis）。古罗马时代的高卢人所信奉的神灵之一，约出现于公元前4世纪前后，曾經被古罗马人所引入，於公元3世纪后期消亡。其主要庙宇建筑遗址位于今法国南部一带。

## 扩展阅读
- Green., Miranda. Dictionary of Celtic Myth and Legend.  Thames and Hudson Ltd. London. 1997.